# 完颜慧德
完颜慧德（1969年4月10日—），本名完君，籍贯甘肃省平凉市泾川县，是一名中国大陆的心理咨询师和网络红人。完颜慧德于2019年5月在抖音开始发布心理咨询相关的视频，起初关注者主要为中老年群体，流量一般。2023年初，因外貌撞脸博主三梦奇缘，完顏慧德开始吸引年轻群体注意，並逐漸走紅。她的口音成为网友戏谑热点，衍生出大量谐音梗和恶搞。尽管完顏慧德自称有心理諮詢師资格和北京大学文凭，但因其个人保守观点，她的学历普遍受到大众质疑。2023年12月抖音纪录片《完颜慧德很烦恼》展示其自考北大学位和个人经历，改善了她的口碑。在纪录片播出后，完颜慧德成为多部抖音节目的嘉宾。评价认为完颜慧德的走红源于男同性恋社群的支持和网络迷因文化中的嘲讽、搞笑等情绪。

## 生平
2019年5月，完颜慧德在抖音平台发布了第一条与心理咨询相关的视频，但在几年内，她的流量一直非常一般。其观看群体亦以中老年群体为主。2023年年初，完颜慧德因其外貌撞脸了以模仿杨幂出圈的博主三梦奇缘开始获得年轻群体的关注。随着越来越多的人观看直播，她的浓重汉语普通话口音和部分词句，如“爱疯手机”、“拱出去”、“好嘞是闺蜜，不好嘞是敌蜜”、“这是一个lonely的问题”和“笑拥了”等口音也变成了网友戏谑的热点，网友将其口音称为“楼兰语”以及“完颜慧语”。网络上亦出现了大量以其本人为素材的二次创作和鬼畜及网络迷因，包括一首恶搞歌曲〈闺蜜和敌蜜〉。她亦在个人简介中自诩为“国家二级心理咨询师”“北大心理学学士学位”，但这些标签与她时常表达的一些个人的保守观点形成鲜明反差。网友对其心理咨询的专业能力提出了质疑。对于完颜的姓氏，亦有部分网友持怀疑态度。在直播间开播时，许多网友开始提出例如“为什么我爸爸妈妈结婚的时候不带我”、“老公爱上自己的妈妈怎么办？ ”这类恶搞问题。而完颜慧德则会严肃地回怼网友，这一举动亦加剧了网友对其的戏谑。因逐渐走红，完颜慧德提高了线上心理咨询的费用，并逐渐开始直播带货。
2023年12月，抖音推出年度人物纪录片系列《生活闪亮时2023》，其中一集题为《完颜慧德很烦恼》，以完颜慧德为主角。在纪录片中，完颜慧德回到了家乡甘肃省平凉市泾川县，并表示家乡存在完顏氏的女真族后裔，回应了网友对身世的质疑。之后，她开始叙说自己童年时的经历，表示五岁半时，自己的父亲就去世了，之后她离开家乡独自求学。为验证自己北大学历的真实性。完颜慧德在影片中展示了自己北京大学的自考学位证书。她在纪录片中也透露了自己直播的细节，表示在咨询过程中会认真记录网友提出的问题。对于互联网上网友的恶搞视频，她认为这是因为年轻人“在爸爸妈妈老师那里，不能这么肆无忌惮地去说，只能在直播间释放。”但亦表达不满称“我清清白白一个人为什么要受你们这样的侮辱”在纪录片发布后，完颜慧德的口碑亦得到反转。大多数网友在评论区对其留下了鼓励性的发言。
完颜慧德亦成为多部抖音节目的嘉宾。2024年6月，抖音官方自制的访谈节目《我爱我，很棒》对完颜慧德进行了访谈。此外，她还与诗人余秀華搭档，参加了网络微综艺《我爱我很棒旅游日记》。

## 评价
端传媒的余湜认为，完颜慧德的流行靠的是男同性恋互联网社群的“慧眼识珠”。并认为三梦奇缘、完颜慧德等代表着同性恋群体“越轨的快乐”。他亦表示，完颜慧德作为一个不适应网络文化和网红模式的反例，她坚持传播正能量和家庭幸福等价值观，却与流行的网络娱乐方式格格不入，成为网友调侃和重新解读的对象。《南方周末》的评论员王兢认为，完颜慧德之所以走红，是因为网友将她的视频变成了一个混杂着“审丑”、嘲讽、谐谑、搞笑、模仿、“找乐子”等多种情绪的流量出口。同时亦表示，平台推出的纪录片推动她走红的力量也“不可小觑”。